# Eugéne Rousseau (ajedrecista)
Eugène Rousseau (c. 1810 - 1870) fue un Maestro de ajedrez francés. Fue el ajedrecista más fuerte de Nueva Orleans en la primera mitad de la década de 1840. El Gambito Rousseau lleva su nombre.

## Biografía
En 1845 Rousseau jugó un encuentro contra el inglés Charles Stanley por el título de campeón de ajedrez de los Estados Unidos, el primer campeonato para ese título. El match se jugó por un premio de 1.000 dólares. Rousseau perdió (+8 =8 -15) y Stanley se convirtió en el primer campeón de Estados Unidos.
Ernest Morphy fue ayudante de Rousseau en el encuentro, al que asistió su sobrino de ocho años, Paul Morphy (quien años después derrotaría a Rousseau).
En 1850 Johann Löwenthal pasó por Nueva Orleans y venció a Rousseau en un encuentro amistoso cinco a cero.
En el torneo de París 1867 Rousseau finalizó penúltimo, pero tuvo el gusto de ganar con negras en la última ronda al maestro polaco Szymon Winawer, quitándole toda chance de luchar por el primer premio:
1.e4 e5 2.f4 Ac5 3.Cf3 d6 4.c3 Ag4 5.Ac4 Cd7 6.h3 Axf3 7.Dxf3 De7 8.a4 a6 9.b4 Aa7 10.Ca3 Cgf6 11.f5 c6 12.d3 h6 13.Cc2 Td8 14.Ae3 Ab8 15.O-O Ch7 16.Dg4 Df8 17.h4 Cdf6 18.Df3 De7 19.g4 d5 20.Ac5 Ad6 21.Axd6 Dxd6 22.Ab3 O-O 23.Tad1 g5 24.Ce3 Rg7 25.h5 Tfe8 26.Tf2 Cf8 27.Tb2 b5 28.Ta2 d4 29.axb5 axb5 30.Cc2 Ta8 31.Txa8 Txa8 32.cxd4 exd4 33.Rg2 C8d7 34.Df2 Cxg4 35.Dxd4+ Dxd4 36.Cxd4 Ce3+ 37.Rf3 Cxd1 38.Axd1 Ce5+ 39.Re3 Ta1 40.Ae2 Tb1 41.Cf3 Cxf3 42.Axf3 Txb4 43.e5 c5 44.Ac6 Tb1 45.Re4 b4 46.Rd5 b3 47.Rd6 b2 48.Re7 Te1 49.f6+ Rg8 50.Ae4 Txe4 51.dxe4 b1=D 52.Rd6 Dxe4 0-1.